# Esquema de relleno
Los esquemas de relleno (en inglés padding scheme), también llamados mecanismos de rellenado, son métodos que introducen información irrelevante con cierto objetivo. El rellenado no tiene que ser hecho con datos aleatorios (relleno aleatorio). Dependiendo del contexto, el esquema de relleno será distinto para cumplir con el objetivo apropiado a ese contexto.

## Ejemplos

### Sistemas por bloques
En sistemas que operan por bloques de tamaño fijo se usan esquemas de relleno para conseguir completar los bloques. Dependiendo del sistema, el rellenado será de tal forma que mejore la calidad del sistema.
Por ejemplo, muchos sistemas criptográficos, como funciones hash, y cifradores, operan por bloques. El sistema de rellenado usado dependerá del sistema concreto para el que sea usado. Por ejemplo para el algoritmo RSA se han diseñado una gama de distintos tipos de rellenado dando lugar a distintas variantes de implementación del algoritmo y cada variante tiene sus propiedades: RSA-OAEP, RSA-OAEP+, RSA-SAEP+, RSA-REACT, RSA-PSS,...

### Rellenado de información
Frecuentemente los mensajes que se intercambian dos entidades tienen una estructura peculiar que los hace fácilmente identificables. Por ejemplo empiezan o terminar de cierta forma. Si queremos mantener cierta seguridad sobre la privacidad del contenido es recomendable ocultar esa estructura usando esquemas de relleno para ocultarla y que así un atacante no pueda aprovecharse de ella para romper el sistema.

### Tráfico de red
Cuando dos o más entidades se pueden comunicar a veces es útil, no sólo ocultar la información que se intercambian, sino también la cantidad de información que se intercambian e incluso ocultar si realmente se intercambian información. Para ello los mensajes que se intercambian las entidades pueden contener información de relleno según cierto esquema de relleno e incluso se pueden intercambiar mensajes que sólo contienen información de relleno. Cuando los mensajes contienen sólo información de relleno se dice que se trata de tráfico de relleno o tráfico dummy y su único objetivo es despistar a un posible adversario que esté escuchando el flujo de mensajes para sacar conclusiones acerca de quien se está comunicando con quien. El tráfico dummy es típico en redes que persiguen el anonimato (darknets) y también se ha propuesto como solución a problemas legales del uso de cifrado para conseguir confidencialidad (como por ejemplo el protocolo de rellenado con paja y aventado).